# Idioma apalache
El idioma apalache o apalachi es una lengua de la familia muskogui actualmente extinta y hablada hasta el siglo XVIII en Luisiana. Estaba cercanamente emparentada con el koasati y el alabama.